# Nyctemera
Nyctemera is een geslacht van vlinders uit de familie van de spinneruilen (Erebidae).

## Soorten
- N. abraxoides Walker, 1862
- N. acraeina Druce, 1882
- N. adversata Schaller, 1788
- N. aegrotum Swinhoe, 1892
- N. alternata Walker, 1866
- N. amicus White, 1841
- N. angalensis Matsumura, 1930
- N. annulatum Boisduval, 1832
- N. anthracinum Snellen van Vollenhoven, 1863
- N. apensis Semper, 1899
- N. apicalis Walker, 1854
- N. arctata Walker, 1856
- N. arieticornis (Strand, 1909)
- N. assimile Snellen van Vollenhoven, 1863
- N. basinigra Nieuwenhuis, 1948
- N. baulus Boisduval, 1832
- N. biformis Mabille, 1878
- N. brylancik Bryk, 1937
- N. buruana van Eecke, 1929
- N. cenis Cramer, 1777
- N. clarior Roepke, 1957
- N. clathratum Snellen van Vollenhoven, 1863
- N. coaequalis Swinhoe, 1915
- N. coleta Cramer, 1781
- N. consobrina Hopffer., 1874
- N. crassiantennata Oberthür, 1916
- N. cydippe Weymer, 1885
- N. chalcosidia (Hampson, 1910)
- N. chromis Druce, 1882
- N. dentifascia Snellen, 1898
- N. distincta Walker, 1854
- N. druna (Swinhoe, 1904)
- N. elongata Swinhoe, 1907
- N. everetti Swinhoe, 1917
- N. evergista Cramer, 1780
- N. extendens Walker, 1856
- N. floresicola Roepke, 1954
- N. fractifascia Wileman, 1911
- N. galbanum Swinhoe, 1892
- N. glauce (Fawcett, 1916)
- N. gracilis Saalmüller, 1884
- N. gratia Schultze, 1910
- N. guttulosa Walker, 1864
- N. hemixantha (Aurivillius, 1904)
- N. herklotsii Snellen van Vollenhoven, 1863
- N. hyalina Bethune-Baker, 1910
- N. immitans W.Rothschild, 1915
- N. inconstans Butler
- N. insulare (Boisduval, 1833)
- N. insularis (Talbot, 1929)
- N. itokina (Aurivillius, 1904)
- N. kebeae Bethune-Baker, 1904
- N. kiauensis Holloway, 1976
- N. kinibalina Snellen, 1899
- N. kondekum Swinhoe, 1892
- N. lacticinia Cramer, 1779
- N. latemarginata Pagenstecher, 1901
- N. latifascia Hopffer, 1874
- N. latimargo W.Rothschild, 1915
- N. latistriga Walker, 1854
- N. leopoldi Tams, 1935
- N. leuconoe Hopffer, 1857
- N. leucospilota Moore, 1887
- N. lombokiana Pagenstecher, 1898
- N. luctuosum Snellen van Vollenhoven, 1863
- N. ludekingii Snellen van Vollenhoven, 1863
- N. luzonensis Wileman, 1915

- N. macklotti Snellen van Vollenhoven, 1863
- N. maculata Walker, 1854
- N. melaneura Butler, 1883
- N. mesolychna Meyrick, 1889
- N. montana Holloway, 1976
- N. mulleri Snellen van Vollenhoven, 1863
- N. nigrovena Swinhoe, 1903
- N. obtusa Walker, 1856
- N. okinawensis Inoue, 1982
- N. optata Swinhoe, 1903
- N. oroya Swinhoe, 1903
- N. ottonis Strand, 1909
- N. ovada Swinhoe, 1903
- N. pagenstecheri Pagenstecher, 1898
- N. pallescens Oberthür, 1890
- N. pellex Linnaeus, 1758
- N. perspicua Walker, 1854
- N. popiya Swinhoe, 1903
- N. proletaria Strand, 1909
- N. proprium Swinhoe, 1892
- N. purata Swinhoe, 1917
- N. quadriplaga Walker, 1864
- N. quaternarium Pagenstecher, 1900
- N. radiata Walker, 1856
- N. rattrayi (Swinhoe, 1904)
- N. regularis Snellen, 1880
- N. restrictum (Butler, 1894)
- N. sangira Swinhoe, 1903
- N. secundiana T.P.Lucas, 1891
- N. selecta Walker, 1854
- N. sexmaculatum Butler, 1887
- N. seychellensis (Hampson, 1908)
- N. simplex Walker, 1864
- N. sonticum Swinhoe, 1892
- N. specularis Walker, 1856
- N. strictifascia W.Rothschild, 1915
- N. subhyalina Strand, 1909
- N. subvelata Walker, 1864
- N. sumatrensis Heylaerts, 1890
- N. tenuifascia Snellen, 1898
- N. timorensis Roepke, 1954
- N. torbeni Wiltshire, 1983
- N. toxopei van Eecke, 1929
- N. transitella (Strand, 1909)
- N. tripunctaria Linnaeus, 1758
- N. trita Walker, 1854
- N. ugandicola (Strand, 1909)
- N. uniformis (Plötz, 1880)
- N. uniplaga Swinhoe, 1903
- N. usambarae Oberthür, 1893
- N. vandenberghi Nieuwenhuis, 1948
- N. varians Walker, 1854
- N. variegata P.Reich., 1932
- N. variolosa Felder, 1874
- N. venata Wileman, 1915
- N. virgo (Strand, 1909)
- N. vollenhovii Snellen, 1890
- N. warmasina Bethune-Baker, 1910
- N. xanthura (Plötz, 1880)
- N. zerenoides Butler, 1881